# Marmaduke Wetherell
Marmaduke Arundel Wetherell, detto Duke (Bodmin, 1884 – 25 febbraio 1939), è stato un attore, sceneggiatore, regista e cacciatore britannico con origini sudafricane.

## Biografia
Wetherell ha recitato in molti film sia britannici che sudafricani. Negli anni 20 si dedicò alla regia, ma i suoi film non furono un successo. Avrebbe dovuto avere una biografia pianificata scritta da Lawrence d'Arabia con l'aiuto di Freddie Young, che però non si è mai conclusa. Il suo film più famoso è Robinson Crusoe (1927). Wetherell era artefice della famosa foto del chirurgo, aiutato dal genero Christian Spurling, suo figlio Ian Colin e da un agente assicurativo Maurice Chambers.